# Graaf Jansdijk

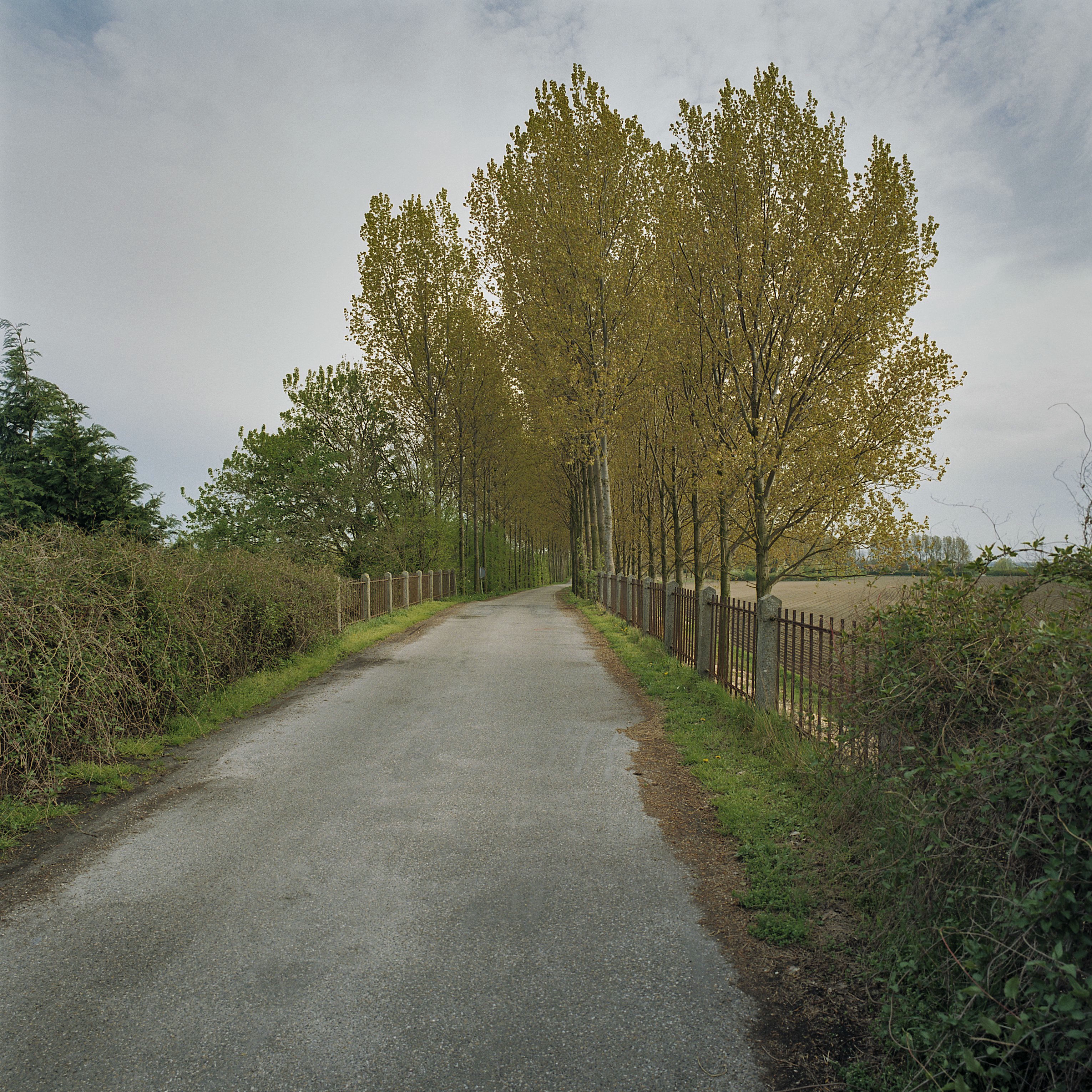
De Graaf Jansdijk in Schapenbout.

De Graaf Jansdijk (ook Gravejansdijk genoemd) is een dijk langs de zuidelijke kust van Noordzee en de monding van de Westerschelde. Hij liep van Duinkerke tot Terneuzen, waar hij eindigt ter hoogte van de plaats waar de Tractaatweg overgaat in de Guido Gezellestraat en doorkruist het Noorderdepartement in Frankrijk, de Belgische provincies West-Vlaanderen en Oost-Vlaanderen en het Nederlandse Zeeuws-Vlaanderen.
Al in de 9e eeuw beschermden dijken de inwoners tegen stormvloeden van de Noordzee en de Westerschelde. Sint Anna ter Muiden en Axel werden verbonden door een dijk op initiatief van Jan I van Namen, zoon van de Vlaamse graaf Gwijde van Dampierre.
Na de Elisabethsvloed van 1404 gaf Margaretha van Male, toentertijd gravin van Vlaanderen, opdracht een zeewerende dijk aan te leggen. Later gaf haar opvolger Jan zonder Vrees, hertog van Bourgondië, het bevel de reeds bestaande dijken te verbinden tot één grote dijk die van het westen van het graafschap tot het oosten liep. Deze wordt nog altijd de Graaf Jansdijk genoemd. Keizer Karel V gaf in de 16e eeuw toestemming om de dijk te doorbreken voor het aanleggen van de Sassevaart.
De dijk was niet hoog maar fungeerde eeuwenlang als waterkering. Hij geeft aan tot waar het zeewater vrij spel had in de middeleeuwen. Tegenwoordig heeft hij geen zeekerende functie meer. De Graaf Jansdijk  is op vele plaatsen goed bewaard, maar op andere plaatsen volledig afgegraven.

## Straatnaam

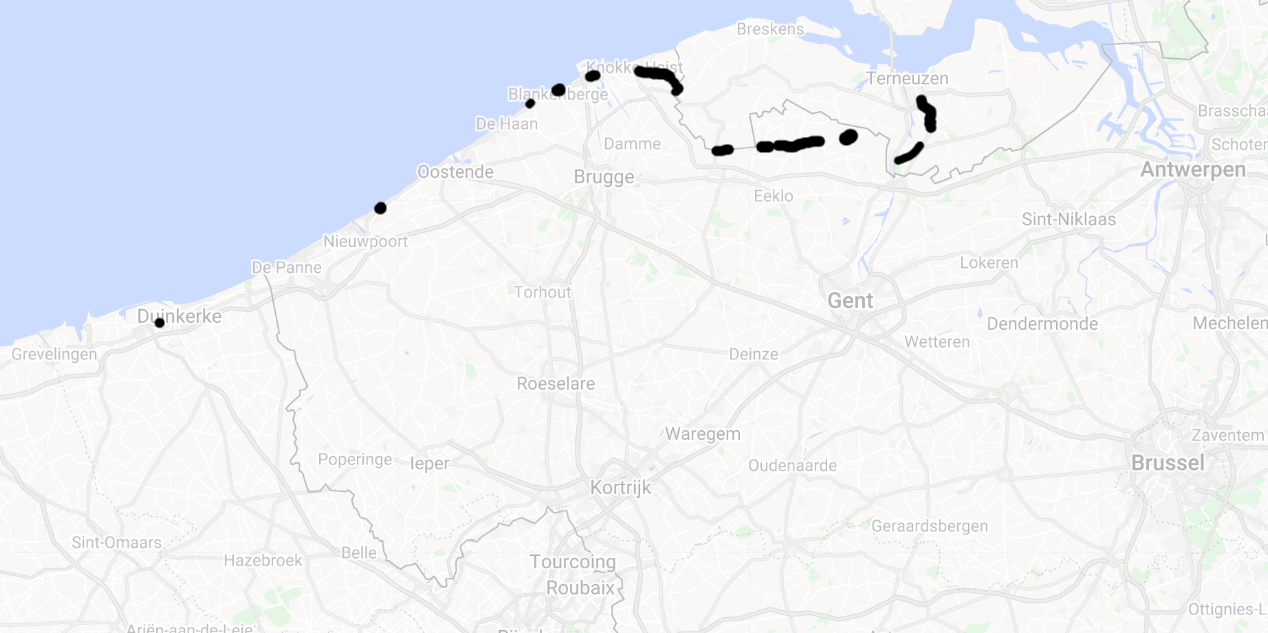
Kaart van dijken en straten verwijzend naar Graaf Jan

Als straatnaam blijft de Graaf Jansdijk voortleven in:
- Digue Comte Jean, Sint-Pols (Frankrijk)
- Graaf Jansstraat, Middelkerke
- Graaf Jansdijk, Oostende
- Graaf Jansdijk, De Haan
- Graaf Jansdijk, Blankenberge
- Graaf Jansdijk, Zeebrugge
- Graaf Jansdijk, Knokke-Heist
- Graaf Jansdijk, Sint Anna ter Muiden (Nederland)
- Graaf Jansdijk, Eede (Nederland)
- Comer-Graafjansdijk, Sint-Laureins
- Graafjansdijk, Sint-Laureins
- Graafjanstraat, Assenede
- Gravenstraat, Assenede
- 's Gravenjansdijk (gehucht) en Landsdijk (andere naam van dit gehucht, en straat), Assenede
- Graafjansdijk A en Graafjansdijk B, Westdorpe (Nederland)
- Graaf Jansdijk, Schapenbout (Nederland)

Door die plaatsen met elkaar te verbinden ziet men dat de dijk dicht bij de huidige kust liep van Duinkerke tot het Zwin, daarna alternerend aan beide kanten van de huidige Belgisch-Nederlandse grens tot Sas van Gent, en eindelijk langs het huidige kanaal tot aan Terneuzen.